# 格萨拉斯
格萨拉斯（西班牙語：Guesálaz）是西班牙纳瓦拉的一个市镇。总面积77平方公里，总人口460人（2001年），人口密度6人/平方公里。